# Anna Louise Strong
Anna Louise Strong (Friend, Nebraska, 25 de noviembre de 1885-Pekín, 29 de marzo de 1970) fue una periodista y activista estadounidense, conocida por su defensa y apoyo a los movimientos comunistas en la Unión Soviética y la República Popular China.

## Biografía

### Primeros años
Strong nació el 24 de noviembre de 1885 en la ciudad de Friend en el condado de Saline (Nebraska). Su padre, Sydney Dix Strong, era un ministro evangélico Social en la Iglesia Congregacional y misionero activo. Una niña prodigio, pasó rápidamente cursos de gramática y secundaria, después estudió lenguas en Europa.
Asistió al Bryn Mawr College de Pensilvania de 1903 a 1904, luego se graduó en el Oberlin College en Ohio adonde luego volvió como oradora muchas veces. En 1908, a la edad de 23 años, terminó su educación y recibió un doctorado en Filosofía de la Universidad de Chicago con una tesis que luego fue publicada como La Psicología Social de la Oración (The Social Psychology of Prayer). Como abogada del bienestar infantil para la Secretaría de Educación de los Estados Unidos (United States Education Office), organizó una exhibición y la mostró extensivamente por los Estados Unidos y en el extranjero. Cuando la llevó a Seattle en mayo de 1914, atrajo a más de 6000 personas por día, culminando con una audiencia de 40 000 el 31 de mayo. 
A estas alturas, Strong se dio cuenta de que los problemas en la estructura de los acuerdos sociales eran responsables de la pobreza y similares. Dentro de este modo progresista, ella tenía 30 años cuando regresó a Seattle para vivir con su padre, entonces pastor de la Iglesia Congregacional de la Reina Anna (Queen Anne Congregational Church). Ella favoreció el clima político del lugar, que era pro-laboral y progresista.
Strong también disfrutaba del montañismo. Organizó campamentos de verano cooperativos (véase Movimiento cooperativo en las Cascadas) y guio grupos de alpinistas a la cima del Monte Rainier.

### Carrera política
Cuando Strong se postuló para la Mesa Directiva de la Escuela de Seattle en 1916, ganó con facilidad, gracias al apoyo de grupos de mujeres, sindicatos y a su reputación como experta en el bienestar infantil: era la única mujer miembro de la mesa directiva. Argumentó que las escuelas públicas deberían ofrecer programas de servicio social para niños desamparados, y que deberían servir como centros comunitarios, pero era poco lo que ella podía hacer: otros miembros eligieron dedicar reuniones a asuntos más mundanos como reparaciones de tuberías. Su atención empezó a irse hacia otra parte.
En el año de su elección, 1916, ocurrió la Masacre de Everett. Strong, como corresponsal independiente para el New York Post, informó del sangriento conflicto entre la IWW (también conocidos como «Wobblies») y el ejército de guardias armados contratados por los dueños de las fábricas de Everett para mantenerlos fuera del pueblo. Al principio como observadora imparcial, ella pronto se convirtió en una apasionada y articulada oradora por los derechos laborales.
El respaldo de Strong a las políticas de izquierda la separaron aún más de sus colegas del consejo escolar. Se opuso a la guerra como pacifista, y cuando Estados Unidos entró en la Primera Guerra Mundial en 1917, se pronunció en contra del reclutamiento militar. La Asociación de Padres y Maestros (PTA) y clubs de mujeres se le unieron en la oposición al entrenamiento militar en las escuelas. Sin embargo, los miembros de los Minute Men de Seattle, muchos de los cuales eran veteranos de la Guerra Hispano-Estadounidense, la calificaron de antipatriota. 
La postura pacifista de los Wobblies llevó a un arresto masivo en el ayuntamiento de Seattle, donde la pacifista Louise Olivereau, una maestra y mecanógrafa, enviaba circulares mimeografiadas a los reclutas, invitándolos a considerar convertirse en objetores de conciencia. En 1918, Strong se mantuvo al lado de Olivereau en el tribunal, cuando la mecanógrafa-activista fue acusada de sedición, encontrada culpable, y enviada a prisión. 
Los compañeros miembros de la mesa directiva escolar de Strong rápidamente lanzaron un plebiscito revocatorio en su contra, y ganaron por un estrecho margen. Ella apareció en la reunión siguiente para exigir que se nombrara a una mujer para que la sucediera. Sus antiguos colegas accedieron a su requisito, pero dejaron claro que ellos querían una representante de la corriente dominante, patriota, una madre con hijos en la escuela. Reemplazaron a Anna Louise Strong con Evangeline C. Harper, una mujer prominente del Club Campestre (country club).

### Muerte y legado
Anna Louise Strong murió en Pekín el 29 de marzo de 1970.
Strong tuvo un profundo impacto entre muchos comunistas, en especial entre los marxistas leninistas descendientes del maoísmo. Esto se debe a que sus escritos en vida influyeron en las sociedades de la Unión Soviética y China.

«Los campos de trabajo han alcanzado una gran reputación (...) como lugares capaces de recuperar a decenas de miles de personas»
Anna Louise Strong

Los escritos de Strong se guardan en la Biblioteca de Suzzallo en la Universidad de Washington en Seattle.

## Obras publicadas

### Ficción
- - (1904). Storm Songs and Fables.
- - (1908). The King's Palace. Oak Park, Illinois: Oak Leaves Company. (one-act play)
- - (ca. 1908). The Song of the City. Oak Park, Illinois: Oak Leaves Company.
- - (1937). Ragged Verse. Seattle: Piggott-Washington. (poems, by Anise)
- - (1943). Wild River. Boston: Little, Brown. (novel, set in Ukraine)
- - (1951). God and the Millionaires. Montrose, California. (poems, by Anise)

### Obras sociales y religiosas
- - (1906). Biographical Studies in the Bible. Pilgrim Press. (co-author with Sydney Strong, her father)
- - (1906-1908). Bible Hero Classics. Hope Publishing Company. (co-author with Sydney Strong, her father)
- - (1909). The Psychology of Prayer. Chicago: University of Chicago Press.
- - (1911). Boys and Girls of the Bible. Chicago: Howard-Severance.
- - (1915). Child-welfare Exhibits: Types and Preparation. Washington: Government Printing Office.

### Reportajes y diarios de viaje
- - (1914). On the Eve of Home Rule: Snapshots of Ireland in the momentous Summer of 1914. Chicago: O'Connell Press.
- - (1924). The First Time in History: Two Years of Russia's New Life. New York: Boni & Liveright. (with preface by Leon Trotsky)
- - (1925). Children of Revolution; story of the John Reed Children's Colony on the Volga, which is as well a story of the whole great structure of Russia. Seattle: Sydney Strong.
- - (1927). New Lives for Old in Today's Russia: What Has Happened to the Common Folk of the Soviet Republic. Little Blue Book 505(b). Girard, Kansas: Haldeman-Julius Publications.
- - (1927). Was Lenin a Great Man?. Little Blue Book 633(b). Girard, Kansas: Haldeman-Julius Publications.
- - (1927). How the Communists Rule Russia. Little Blue Book 1147. Girard, Kansas: Haldeman-Julius Publications.
- - (1927). Marriage and Morals in Soviet Russia. Little Blue Book 1212. Girard, Kansas: Haldeman-Julius Publications.
- - (1927). How Business is carried on in Soviet Russia. Little Blue Book 1234. Girard, Kansas: Haldeman-Julius Publications.
- - (1927). Workers' Life in Soviet Russia. Little Blue Book 1235. Girard, Kansas: Haldeman-Julius Publications.
- - (1927). Peasant Life in Sovet Russia. Little Blue Book 1236. Girard, Kansas: Haldeman-Julius Publications.
- - (1928). China's Millions. New York: Coward-McCann.
- - (1929). Red Star in Samarkand. New York: Coward-McCann.
- - (1930). Modern Farming — Soviet Style. International Pamphlets 1. New York: International Publishers.
- - (1931). The Soviets Conquer Wheat: the Drama of Collective Farming. New York: Henry Holt and Company.
- - (1931). The Road to the Grey Pamir. New York: Robert McBride.
- - (1932). From Stalingrad to Kuzbas: Sketches of the Socialist Construction in the USSR. International Pamphlets. New York: International Publishers.
- - (1934). Dictatorship and Democracy in the Soviet Union. International Pamphlets 40. New York: International Publishers.
- - (1935). The Soviet Union and World Peace. International Pamphlets 48. New York: International Publishers.
- - (1935). China's Millions, the Revolutionary Struggles from 1927 to 1935. New York: Knight Publishing.
- - (1935). I Change Worlds: the Remaking of an American. New York: Henry Holt and Company.
- - (1936). This Soviet World. New York: Henry Holt and Company.
- - (1937). Spain in Arms, 1937. New York: Henry Holt and Company.
- - (1937). The New Soviet Constitution: A Study in Socialist Democracy. New York: Henry Holt and Company.
- - (1938). One-Fifth of Mankind: China Fights for Freedom. New York: Modern Age Books.
- - (1939). China Fights for Freedom. London: Lindsay Drummond.
- - (1940). My Native Land. New York: Viking Press.
- - (1941). The Soviets Expected It. New York: Dial Press.
- - (1941). Lithuania's New Way. London: Lawrence & Wishart.
- - (1941). The New Lithuania. New York: Workers Library Publishers.
- - (1941). The Kuomintang-Communist Crisis in China;: A first-hand account of one of the most critical periods in Far Eastern history.
- - (1942). China's New Crisis. London: Fore Publications.
- - (1942). Our Russian Front. Sydney: Angus & Robertson.
- - (1943). The Russians are People. London: Cobbett Publishing Company.
- - (1944). Peoples of the USSR. New York: The Macmillan Company.
- - (1944). Soviet Farmers. New York: National Council of American Soviet Friendship.
- - (1945). Inside Liberated Poland. New York: National Council of American Soviet Friendship.
- - (1946). I Saw the New Poland. Boston: Little, Brown.
- - (1948). Tomorrow's China. New York: Committee for a Democratic Far Eastern Policy.
- - (1948). Dawn Comes Up like Thunder out of China: an Intimate Account of the Liberated Areas in China.
- - (1949). The Chinese Conquer China. Girard, Kansas: Haldeman-Julius Publications.
- - (1949). Inside North Korea: an Eye-witness Report. Montrose, California.
- - (1956). The Stalin Era. New York: Mainstream Publishers. Archivado desde el original el 16 de febrero de 2008.
- - (1959). The Rise of the Chinese People's Communes. Peking: New World Press.
- - (1959). Tibetan Interviews. Peking: New World Press.
- - (1960). The Rise of the People's Communes in China. New York: Marzani & Munsell.
- - (1960). When Serfs Stood Up in Tibet. Peking: New World Press.
- - (1961). Cash and Violence in Laos. Peking: New World Press.
- - (1962). Cash and Violence in Laos and Viet Nam. New York: Mainstream Publishers.
- - (1963). China's Fight for Grain. Three Dates from a Diary in 1962. Peking: New World Press.
- - (1963). Letters from China, Numbers 1—10. Peking: New World Press.
- - (1964). Letters from China, Numbers 11—20. Peking: New World Press.
- - (1964). The Rise of the Chinese People's Communes: and Six years After. Peking: New World Press.
- - (1965). Letters from China, Numbers 21—30. Peking: New World Press.
- - (1965). Some Background on the United States in Vietnam and Laos: Excerpts from Anna Louise Strong's Letter from China January 8th 1965 (Far East Reporter publications). New York: Maud Russell.

- Children Pioneers
- Pioneer: The Children's Colony on the Volga
- Is the Soviet Union turning from world brotherhood to imperialism?
- Man's New Crusade
- The Thought of Mao Tse-Tung